# Слоновість
Слоно́вість, або елефантіа́з, або слоно́ва хворо́ба — хронічне потовщення шкіри та підшкірної жирової клітковини, що супроводжується різко вираженим застоєм лімфи. Є проявом різних захворювань, де частини тіла людини настільки набухають, що змінюють пропорції тіла.
Причини, що призводять до слоновості:
- багаторазові або хронічні запалення шкіри та підшкірної клітковини: бешиха, неспецифічні лімфаденіти;
- метастази раку в регіонарні лімфатичні вузли;
- філяріїдози, зокрема лімфатичні філяріїдози;
- пахова гранульома або венерична гранульома, яка призводить до скротальної слоновості;
- вроджена вада лімфатичної системи, що полягає в обтурації лімфатичних судин або у порушенні циркуляції лімфи;
- подоконіоз — виникнення слоновості внаслідок імунного ураження лімфатичної системи;
- синдром Відемана, або синдром Протея, або синдром людини-слона — рідкісне вроджене захворювання, яке перебігає із значними розростаннями шкіри, кісток, наявністю набряків тіла.

## Патогенез
У зв'язку з обструкцією відтоку лімфи, в тканинах виникає застій, накопичуються високодисперсні продукти обміну речовин, переважно білкового характеру, які викликають місцеву алергію. Аномальні білкові комплекси набувають характер антитіл, внаслідок чого розвиваються автоімунні реакції. На початку захворювання в тканинних екстрактах виявляється велика кількість розчинного колагену та виділяється значна кількість глобулінів. Вважають, що накопичення в прошарках пухкої клітковини білкових речовин, які надходять з вогнищ ексудації, є основною першопричиною даної хвороби. Білкові речовини не всмоктуються і не відводяться лімфатичною системою в органи утилізації та екскреції. Все це посилює процеси автоімунізації. Місцеві алергени спотворюють тканинну реактивність, посилюють судинну проникність щодо білків плазми. Виразно порушується функціональний стан капілярів, лімфатичних та венозних судин. Недостатність лімфатичної і венозної систем тісно пов'язані і доповнюють одна одну в складній послідовності патогенетичних механізмів хвороби. Сполучнотканинні прошарки рясно просякають ексудатом, багатим білками. Внаслідок застійних явищ, накопичення продуктів обміну речовин, аутоімунізації посилено відкладається, а також синтезується колаген. Прогресування явищ колагенізації супроводжується фіброзом і навіть гіалінозом. М'яка слоновість (elephantiasis molle) перетворюється на тверду (elephantiasis durum). Фіброз, що розвивається, викликає механічне стискання лімфатичних і кровоносних судин, погіршує резорбцію лімфи з уражених тканин, сприяє ще більшому накопиченню білка.

## Клінічні прояви
Вся кінцівка різко збільшується у розмірах за рахунок фіброзу, шкіра потовщується часто з безліччю тріщин і розростанням сосочків, утворюються грубі складки, на окремих ділянках з'являються екзематозні висипання, кірки.
На цьому фоні можливе утворення поверхневих некрозів (трофічних виразок) з рясною лімфореєю.

## Лікування
На початкових стадіях захворювання застосовують теплові процедури, систематичний легкий масаж, підняте положення кінцівок, еластичне бинтування. У тяжких випадках рекомендується — оперативне лікування.